# The Substitute
The Substitute is een Amerikaanse actiefilm uit 1996.

## Verhaal
Huurling Jonathan Shale (Tom Berenger) keert terug van een missie op Cuba. Bij thuiskomst in Miami ontdekt hij dat zijn vriendin en geschiedenislerares Jane Hetzko (Diane Venora) met een gebroken been thuis zit. Ze is aangevallen door een groep leerlingen die lid zijn van een bende. Shale besluit met een aantal huurlingen te infiltreren in deze school. Hij doet zichzelf daarbij voor als invallende geschiedenisleraar en komt erachter dat de bende drugs verhandelt die via de school gedistribueerd wordt. Shale en zijn team stellen vervolgens orde op zaken.

## Rolverdeling
| Acteur           | Personage               |
| ---------------- | ----------------------- |
| Tom Berenger     | Jonathan Shale          |
| Raymond Cruz     | Joey Six                |
| William Forsythe | Hollan                  |
| Luis Guzmán      | Rem                     |
| Richard Brooks   | Wellman                 |
| Diane Venora     | Jane Hetzko             |
| Glenn Plummer    | Darrell Sherman         |
| Sharron Corley   | Jerome Brown            |
| Vincent Laresca  | Rodriguez               |
| Maurice Compte   | Tay                     |
| Marc Anthony     | Juan Lacas              |
| Ernie Hudson     | Claude Rolle            |
| Beau Weaver      | Janus Showreel Narrator |
| Cliff De Young   | Matt Wolfson            |